# (32868) 1993 FM25
1993 FM25 (asteroide 32868) é um asteroide da cintura principal. Possui uma excentricidade de 0.13719220 e uma inclinação de 1.49447º.
Este asteroide foi descoberto no dia 21 de março de 1993 por UESAC em La Silla.